# Cerro de la Silla
Cerro de la Silla är ett berg i Mexiko.   Det ligger i kommunen Guadalupe och delstaten Nuevo León, i den centrala delen av landet, 700 km norr om huvudstaden Mexico City. Toppen på Cerro de la Silla är 1 820 meter över havet, eller 1 212 meter över den omgivande terrängen. Bredden vid basen är 22,6 kilometer.
Terrängen runt Cerro de la Silla är varierad. Runt Cerro de la Silla är det tätbefolkat, med 343 invånare per kvadratkilometer. Närmaste större samhälle är Monterrey, 9,4 km nordväst om Cerro de la Silla. I omgivningarna runt Cerro de la Silla växer i huvudsak blandskog.